# Otis Blue: Otis Redding Sings Soul
Otis Blue/Otis Redding Sings Soul, kurz Otis Blue, ist das dritte Studioalbum des US-amerikanischen Soul-Sängers Otis Redding. Es wurde am 15. September 1965 in den USA von Volt (Stax Records) und in Großbritannien von Atlantic Records veröffentlicht.

## Hintergrund
Otis Redding stand seit 1962 bei Stax Records unter Vertrag. Die vorherigen beiden Alben Pain in My Heart (1964) und  The Great Otis Redding Sings Soul Ballads (1965) konnten bereits gute Positionen in den Billboard-Albumcharts erreichen, aber erst Otis Blue/Otis Redding Sings Soul wurde als sein kommerzieller und künstlerischer Durchbruch wahrgenommen. Neben Eigenkompositionen wie dem Song Respect, der zwei Jahre später in der Coverversion von Aretha Franklin zu einem Welthit wurde, enthält das Album auch drei Songs aus der Feder des im Dezember 1964 erschossenen Sam Cooke, welcher neben Little Richard das größte Vorbild von Redding war. Zusätzlich interpretierte er die Songs My Girl von The Temptations, Satisfaction von den Rolling Stones, Down in the Valley von Solomon Burke, Rock Me Baby von B.B. King und William Bells You Don’t Miss Your Water neu. Bei den Aufnahmen wurde Otis Redding von der Hausband Booker T. & the M.G.’s des Labels begleitet, die aus Booker T. Jones, Steve Cropper, Donald „Duck“ Dunn und Al Jackson, Jr. bestand. Weitere Studiomusiker waren Wayne Jackson, Floyd Newman und Andrew Love von den Bläsersektionen The Mar-Keys und The Memphis Horns sowie Isaac Hayes am Piano.
Der renommierte Tonmeister Tom Dowd, der zuvor mit John Coltrane und Ornette Coleman arbeitete, konnte den Musikproduzenten Jim Stewart überzeugen, Otis Blue als Stereo-Album aufzunehmen, wobei Stewart auch auf eine Mono-Ausgabe bestand.
Das Album erreichte den ersten Platz der amerikanischen Billboard R&B-Albumcharts und Platz 75 der Billboard 200. In Großbritannien erhielt es 2004 eine Silberne Schallplatte.
Der Song I’ve Been Loving You Too Long (To Stop Now) wurde u. a. von Aretha Franklin, Etta James und Percy Sledge gecovert.
Die Identität der blonden Frau auf dem Albumcover ist ungeklärt. Ihr wird eine Ähnlichkeit mit Andy Warhols Muse Nico und dem deutschen Model Dagmar Dreger nachgesagt. Die Fotografie stammt von Pete Sahula.

## Titelliste
Seite 1
1. Ole Man Trouble (Otis Redding) – 2:55
2. Respect (Redding) – 2:05
3. Change Gonna Come (Sam Cooke) – 4:17
4. Down in the Valley (Bert Berns, Solomon Burke, Babe Chivian, Joe Martin) – 3:02
5. I’ve Been Loving You Too Long (To Stop Now) (Redding, Jerry Butler) – 3:10
Seite 2
6. Shake (S. Cooke) – 2:35
7. My Girl (Smokey Robinson, Ronald White) – 2:52
8. Wonderful World (S. Cooke, Lou Adler, Herb Alpert) – 3:00
9. Rock Me Baby (B.B. King) – 3:20
10. Satisfaction (Mick Jagger, Keith Richards) – 2:45
11. You Don’t Miss Your Water (William Bell) – 2:53

## Rezeption
Otis Blue/Otis Redding Sings Soul gilt als das erste Meisterwerk des 1967 verstorbenen Sängers und taucht in diversen Bestenlisten auf.
Die Musikzeitschrift Rolling Stone wählte es 2003 auf Platz 74, 2012 auf Platz 78 und 2020 auf Platz 178 der 500 besten Alben aller Zeiten. Der Song I’ve Been Loving You Too Long (To Stop Now) belegte 2004 Platz 111 der 500 besten Songs aller Zeiten.
In der Aufstellung der 500 besten Alben aller Zeiten des New Musical Express erreichte Otis Blue Platz 405.
Das Magazin Uncut führt es auf Platz 41 der 200 besten Alben aller Zeiten.
In der Auswahl der 200 besten Alben der 1960er Jahre von Pitchfork belegt Otis Blue Platz 34. Die Single I’ve Been Loving You Too Long (To Stop Now) rangiert auf Platz 178 der 200 besten Songs des Jahrzehnts.
Das Magazin Time nahm es in die Zusammenstellung der 100 wichtigsten Alben auf und berücksichtigte I’ve Been Loving You Too Long (To Stop Now) bei der Auswahl der 100 besten Songs.
I’ve Been Loving You Too Long (To Stop Now) wurde 2003 in das National Recording Registry der Library of Congress und 2011 in die Grammy Hall of Fame aufgenommen.

„Die Tracks sind eine Mischung aus Eigenkompositionen und Coverversionen – und zwei von Reddings Vorbild Sam Cooke – doch die Intensität des Vortrags ist allein Otis zuzuschreiben. ‚Respect‘ ist selbstsicher und schlagkräftig, während ‚Down in the Valley‘ gleichzeitig sentimental und funky kommt. Außerdem gibt es ein Cover von ‚Satisfaction‘ von den Stones – vielleicht ironisch gemeint, schließlich brachten sie schwarzen Soul zurück in die USA –, das Jaggers Gesang völlig in den Schatten stellt.
Das Album war der erste Schritt zum Ruhm. Dann kam 1967 der Auftritt beim Monterey Festival, wo er ein größtenteils weißes Publikum mit Songs wie ‚Try A Little Tenderness‘ faszinierte. Am Ende sagte er: ‚Ich muss jetzt gehen, obwohl ich eigentlich noch gar nicht will.‘“

„Auf Otis Blue erweiterte Redding sein Repertoire. Wie erwartet, war ein Cover eines Songs von Sam Cooke, „Shake“, dabei, vulkanisch von Redding gesungen. Außerdem gab es eine Version des Rolling Stones-Songs „Satisfaction“ und als Original Reddings „Respect“, das zwar später auch ein Hit für Aretha Franklin wurde, aber von Redding mit solch menschlichem und rassischem Stolz gesungen wurde, daß er bei den Auseinandersetzungen um die Bürgerrechte in den 60ern erheblich aufrüttelnd wirkte.“

Otis Blue/Otis Redding Sings Soul gehört zu den 1001 Albums You Must Hear Before You Die.

## Collector’s Edition

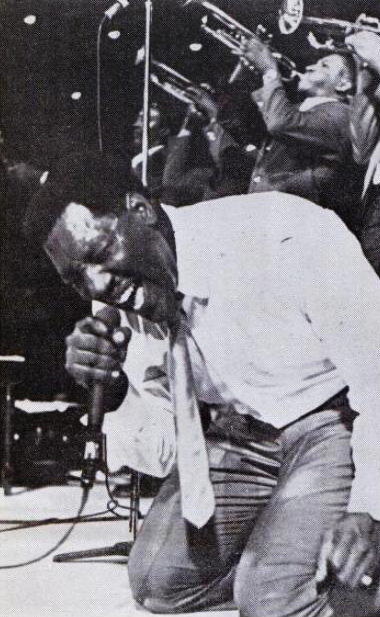
Otis Redding 1966

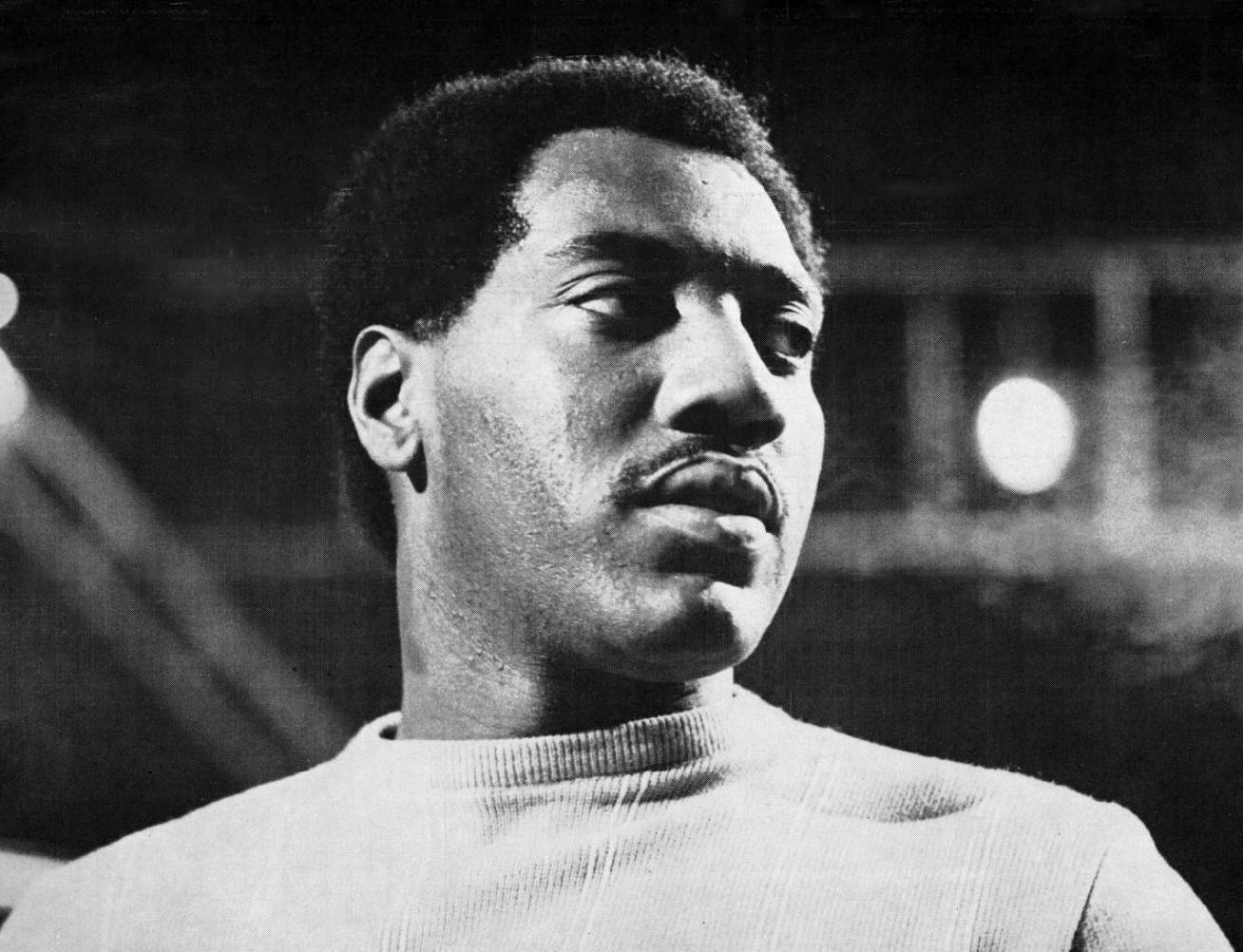
Redding 1967

Am 22. April 2008 veröffentlichte Rhino Entertainment eine Sammlerausgabe von Otis Blue auf 2 CDs, die neben der Stereo- und Mono-Version mehrere B-Seiten, Alternative Takes und Liveaufnahmen enthält. Insgesamt umfasst die Collector’s Edition 40 Tracks. Einige der Bonustracks erschienen am Record Store Day 2015 als Teil einer limitierten Neuveröffentlichung des Albums auf CD und LP.

## Titelliste

### Disc 1
Original Mono Album
1. Ole Man Trouble – 2:35
2. Respect – 2:06
3. Change Gonna Come – 4:13
4. Down In The Valley – 2:57
5. I’ve Been Loving You Too Long (To Stop Now) – 2:58
6. Shake – 2:38
7. My Girl – 2:53
8. Wonderful World – 3:29
9. Rock Me Baby – 3:35
10. Satisfaction – 2:51
11. You Don’t Miss Your Water – 3:03
Alternative Takes & Singles
12. I’ve Been Loving You Too Long (Mono Mix Of Stereo Album Version) – 3:27
13. I’m Depending On You (B-Side) – 2:29
14. Respect (Mono Mix Of Stereo Album Version) – 2:18
15. Ole Man Trouble (Mono Mix Of Stereo Album Version) – 2:43
16. Any Ole Way (B-Side) – 2:28
17. Shake (Live, 1967 – Stereo Mix Of Single Version) – 2:31
Live im Whisky A Go Go (April 1966)
18. Ole Man Trouble – 2:36
19. Respect – 2:06
20. I’ve Been Loving You Too Long – 5:47
21. Satisfaction – 4:34
22. I’m Depending On You – 3:03
23. Any Ole Way – 2:42

### Disc 2
Original Stereo Album
1. Ole Man Trouble – 2:38
2. Respect – 2:07
3. Change Gonna Come – 4:18
4. Down In The Valley – 2:57
5. I’ve Been Loving You Too Long (To Stop Now) – 3:13
6. Shake – 2:38
7. My Girl – 2:53
8. Wonderful World – 3:06
9. Rock Me Baby – 3:28
10. Satisfaction – 2:45
11. You Don’t Miss Your Water – 2:47
Alternative Takes
12. Respect (1967 Version) – 1:49
Live in Europa (März 1967)
13. I’ve Been Loving You Too Long (To Stop Now) – 4:10
14. My Girl – 2:42
15. Shake – 2:53
16. Satisfaction – 2:53
17. Respect – 3:06